# فرودگاه بین‌المللی لانگ‌دونگ‌بائو گوئی‌یانگ
فرودگاه بین‌المللی لانگ‌دونگ‌بائو گوئی‌یانگ (به انگلیسی: Guiyang Longdongbao International Airport) یک فرودگاه همگانی مسافربری با کد یاتا KWE است که یک باند فرود بتن دارد و طول باند آن ۳۲۰۰ متر است. این فرودگاه در شهر گوئیانگ کشور چین قرار دارد و در ارتفاع ۱۱۳۹ متری از سطح دریا واقع شده‌است.

## شرکت‌های هواپیمایی و مقصدهای پروازی

### مسافری
| شرکت‌های هواپیمایی                             | مقصدهای پروازی |
| --------------------------------------------- | --- |
| شانگ آن ایرلاینز                              | شی‌آن شیان‌یانگ |
| ایر چاینا                                     | پکن، چنگدو شوانگلیو، بایون گوآنگجو، هانگجو ژیاشان، لیجیانگ سانی، شانگهای پودنگ، شنژن بن، تیانجین بینهای، ونچو یونگچیانگ |
| ایر ماکائو                                    | ماکائو |
| بیجینگ کپیتال ایرلاینز                        | هایکو میلان، هانگجو ژیاشان، جینان یاکیانگ، لیجیانگ سانی، نانجینگ لوکو، سانیا فونیکس، شی‌آن شیان‌یانگ، ییچانگ سانگسیا |
| Chengdu Airlines                              | چنگدو شوانگلیو، فوژو چنگل |
| هواپیمایی شرقی چین                            | چانگشا هوانگهوا، هاربین تایپینگ، کونمینگ چانگشوی، لانجو ژنگچوان، نانچانگ چانگبی، نانجینگ لوکو، نینگبو لیشه، شانگهای هونگچیائو، شانگهای پودنگ، ونچو یونگچیانگ، سانن شوفانگ، شی‌آن شیان‌یانگ، سینینگ کائوجیابو |
| هواپیمایی شرقی چین اجرا توسط شانگهای ایرلاینز | شانگهای هونگچیائو، شانگهای پودنگ |
| China Express Airlines                        | بیهای فوچنگ، بیجی، چنگدو شوانگلیو، چنگچینگ ییانگبی، فوژو چنگل، لانجو ژنگچوان، لیپینگ، لوژو لانتیان، ووژو چانگشودائو، شینگیی |
| هواپیمایی جنوبی چین                           | سووارنابومی، پکن، چانگچون لونگییا، چانگشا هوانگهوا، چنگدو شوانگلیو، چنگچینگ ییانگبی، دالیان ژووشویزی، بایون گوآنگجو، هانگجو ژیاشان، هاربین تایپینگ، کونمینگ چانگشوی، لانجو ژنگچوان، نانجینگ لوکو، نینگبو لیشه، کانزای، پوکت، کینگدائو لیوتینگ، اینچئون، شانگهای هونگچیائو، شانگهای پودنگ، جییانگوشان، شنینگ تخین، شنژن بن، تائویوان تایوان، ووسو تائی‌یوان، هانه‌دا، اورومچی دیووپو، ونچو یونگچیانگ، ووهان تیانهه، زیامن گائوچی، ژنگژو سین‌ژنگ، زوهای سانزاهو |
| سیتیلینک                                      | چارتر: راجا هاجی فی‌سبیل‌الله |
| Colorful Guizhou Airlines                     | بیجی، نینگبو لیشه، تیانجین بینهای، یانچنگ نانیانگ، یانتای چائوشوی، زوهای سانزاهو |
| Fuzhou Airlines                               | چانگشا هوانگهوا، فوژو چنگل |
| هاینان ایرلاینز                               | پکن، دالیان ژووشویزی، بایون گوآنگجو، هایکو میلان، هانگجو ژیاشان، سانیا فونیکس، شنژن بن، ووهان تیانهه، ژنگژو سین‌ژنگ |
| هبئی ایرلاینز                                 | شیاژونگ ژنگدینگ، شی‌آن شیان‌یانگ |
| هنگ کنگ ایرلاینز                              | هنگ کنگ |
| Jetstar Asia Airways                          | چانگی سنگاپور |
| Jetstar Pacific Airlines                      | کام رانح چارتر: نوا به |
| Jiangxi Air                                   | نانچانگ چانگبی |
| جونیائو ایرلاینز                              | چانگشا هوانگهوا، هانگجو ژیاشان، لیجیانگ سانی، کینگدائو لیوتینگ، شانگهای هونگچیائو، شنژن بن، ونچو یونگچیانگ |
| کورین ایر                                     | ججو، اینچئون |
| Kunming Airlines                              | کونمینگ چانگشوی، یانگژو تایژو |
| Loong Airlines                                | هانگجو ژیاشان، وانچو ووچیاو |
| Lucky Air                                     | چنگدو شوانگلیو، کونمینگ چانگشوی، لیجیانگ سانی، نانجینگ لوکو، سوژو گئوانئین، Zhaotong |
| مالیندو ایر                                   | کوالالامپور |
| New Gen Airways                               | چارتر: دن موئنگ، کرابی |
| اوکی ایرویز                                   | چانگشا هوانگهوا، تیانجین بینهای |
| چینگدائو ایرلاینز                             | کینگدائو لیوتینگ |
| شاندونگ ایرلاینز                              | دالیان ژووشویزی، جینان یاکیانگ، کینگدائو لیوتینگ، ووهان تیانهه، شی‌آن شیان‌یانگ، زیامن گائوچی، یانتای چائوشوی، ژنگژو سین‌ژنگ |
| شنژن ایرلاینز                                 | چانگشا هوانگهوا، دالیان ژووشویزی، هاربین تایپینگ، هفئی ژینگیاو، نانجینگ لوکو، شنژن بن، سانن شوفانگ |
| سیچوان ایرلاینز                               | چنگدو شوانگلیو، هانگجو ژیاشان، هاربین تایپینگ، هفئی ژینگیاو، کونمینگ چانگشوی، لانجو ژنگچوان، کوانژو جینجیانگ، سانیا فونیکس، ونچو یونگچیانگ، سوژو گئوانئین |
| اسکای انگکور ایرلاینز                         | چارتر فصلی: سیم ریپ |
| اسپرینگ ایرلاینز                              | چوبو سنترایر، شانگهای هونگچیائو |
| تیانجین ایرلاینز                              | هایکو میلان، هوهوت بایتا، Liupanshui، لیوژو بایلیان، نانینگ ووژو، Qionghai، سانیا فونیکس، جییانگوشان، ووسو تائی‌یوان، تیانجین بینهای، تونگرن فنگ‌هوانگ، شی‌آن شیان‌یانگ، Yulin، ژان‌جیانگ |
| تبت ایرلاینز                                  | چنگدو شوانگلیو |
| ویتنام ایرلاینز                               | چارتر فصلی: دا نانگ، کام رانح |
| وست ایر                                       | هفئی ژینگیاو، جینان یاکیانگ، نانجینگ لوکو، ژنگژو سین‌ژنگ |
| ژیامن ایرلاینز                                | فوژو چنگل، هانگجو ژیاشان، نانچانگ چانگبی، کوانژو جینجیانگ، تیانجین بینهای، زیامن گائوچی |
| یانگتزه ریور اکسپرس                           | شانگهای پودنگ |